# Être une femme
Être une femme è un singolo della cantante franco-indonesiana Anggun, pubblicato il 1º febbraio 2005 come primo estratto dal terzo album in studio Luminescence.
Del brano è stata realizzata anche una versione in lingua inglese intitolata In Your Mind.

## Successo commerciale
Il brano ha venduto 55 000 copie in Francia.

## Classifiche
| Classifica (2005-06) | Posizione massima |
| -------------------- | ----------------- |
| Belgio (Vallonia)    | 36                |
| Francia              | 16                |
| Russia               | 139               |
| Svizzera             | 38                |
| Ucraina              | 86                |